# F. Murray Abraham
Fahrid Murray Abraham (på arabisk: فريد مراد ابراهيم الاحمد Farīd Murād Ibrāhīm Al-Aḥmad; født 24. oktober 1939) er en amerikansk skuespiller bedst kendt for sin Oscarvindende rolle i Miloš Forman-filmen Amadeus. Hans arabiske navn skyldes hans far, der var assyrisk indvandrer i USA, mens hans mor var andengenerationsindvandrer fra Italien.

## Udvalgt filmografi
- Serpico (1973)
- Scarface (1983)
- Amadeus (1984)
- Den Sidste Actionhelt (1993)
- Dødbringende måben 1 (1993)
- Finding Forrester (2000)
- Thir13en Ghosts (2001)
- The Grand Budapest Hotel (2014)